# Dorian Gray (opera)
Dorian Gray is een opera in twee bedrijven en twaalf scènes (waarvan er later één door de componist geschrapt werd) van de Nederlandse componist Hans Kox op een libretto van de componist naar de roman The picture of Dorian Gray van Oscar Wilde. De wereldpremière vond plaats op 30 maart 1974 in Scheveningen. De titelrol was in eerste instantie geschreven voor contratenor, maar werd later (1977) herschreven voor tenor.

## Inhoud
Dorian Gray heeft zich in zijn verlangen naar de eeuwige jeugd laten portretteren door schilder Basil Hallward. Deze vervaardigt een perfect gelijkend levensgroot portret. Met het schilderij gebeurt echter iets griezeligs: de man op het portret veroudert zichtbaar, terwijl Dorian zelf niet ouder wordt. Dorian kan dit niet verdragen. Schoonheid moet eeuwig zijn. Uit razernij vermoordt hij Hallward, de kunstenaar die gefaald heeft in zijn ambitie recht te doen aan Dorians claims op het sublieme. De waarheid dat alles vergankelijk is wordt niet geaccepteerd; de boodschapper is de schuldige.
Na zijn daad raakt Dorian Gray aan lager wal. Verloren aan het nachtleven van opiumgebruikers en schimmige kroegen omhelst hij een immoreel nihilisme, in de uit bitterheid geboren overtuiging dat niet schoonheid, maar lelijkheid de enige realiteit is. Zijn bekering tot de lelijkheid is wat het kwaad in de twintigste eeuw is geweest: wraak op de schoonheid, wraak op de onschuld, het utopische. Oorlog. Al Dorians lage daden tekenen zich af op het portret. Uiteindelijk wil hij het portret vernietigen en gaat het met een mes te lijf. Het portret krijgt zijn oorspronkelijke schoonheid weer terug, en Dorian ligt, verouderd en afzichtelijk om aan te zien, dood op de grond met een mes in zijn hart.

## Opname
- Attacca 2012.130.131: Live vanuit de Stadsschouwburg in Amsterdam, 1982, het Radio Kamerorkest o.l.v. Hans Kox, met Philip Langridge als Dorian Gray, Timothy Nolen als Lord Henry, Lieuwe Visser als Basil Hallward, Roberta Alexander als Sybil Vane, Jan Blinkhof als James Vane en Joep Bröcheler als Sir Thomas.